# Interstate 695 (Maryland)
Pour les articles homonymes, voir Interstate 695.
L'Interstate 695 (I-695) est une autoroute auxiliaire de l'I-95 de 51,46 milles (82,82 km) formant une boucle autour de Baltimore, Maryland. L'I-695 est officiellement désignée comme la McKeldin Beltway mais est couramment appelée la Baltimore Beltway ou la 695. La route croise l'I-95 à deux reprises, d'abord au sud-ouest de Baltimore près d'Arbutus et au nord-est de la ville près de White Marsh. Elle croise aussi d'autres routes importantes de la région de Baltimore, dont l'I-97 près de Glen Burnie, la Baltimore-Washington Parkway près de Linthicum, l'I-70 près de Woodlawn, l'I-795 près de Pikesville et l'I-83 dans la région de Timonium.

## Description du tracé

### Curtis Creek à l'I-95
La route débute à l'endroit où elle traverse la Curtis Creek. Elle se dirige vers l'ouest à travers des zones industrielles du comté d'Anne Arundel. Elle croise le terminus nord de la MD 10 et la MD 2 un peu plus loin. Ensuite, l'I-695 rencontre l'I-895B, une courte route collectrice de l'I-895 (Harbor Tunnel Thruway). Après cet échangeur, l'I-695 atteint le terminus nord de l'I-97.
La route continue à l'ouest à travers les aires résidentielles de Linthicum. Elle croise quelques routes locales avant d'atteindre la Baltimore-Washington Parkway (MD 295). À cet endroit, la direction ouest devient la direction nord et la direction sud devient la direction est. Ensuite, l'I-695 traverse la rivière Patapsco et entre dans le comté de Baltimore. Elle croise alors l'I-895 (Harbor Tunnel Thruway). Après cet échangeur, l'I-695 continue vers le nord en croisant quelques routes locales. Elle atteint alors l'I-95 à Arbutus.

### I-95 à I-70

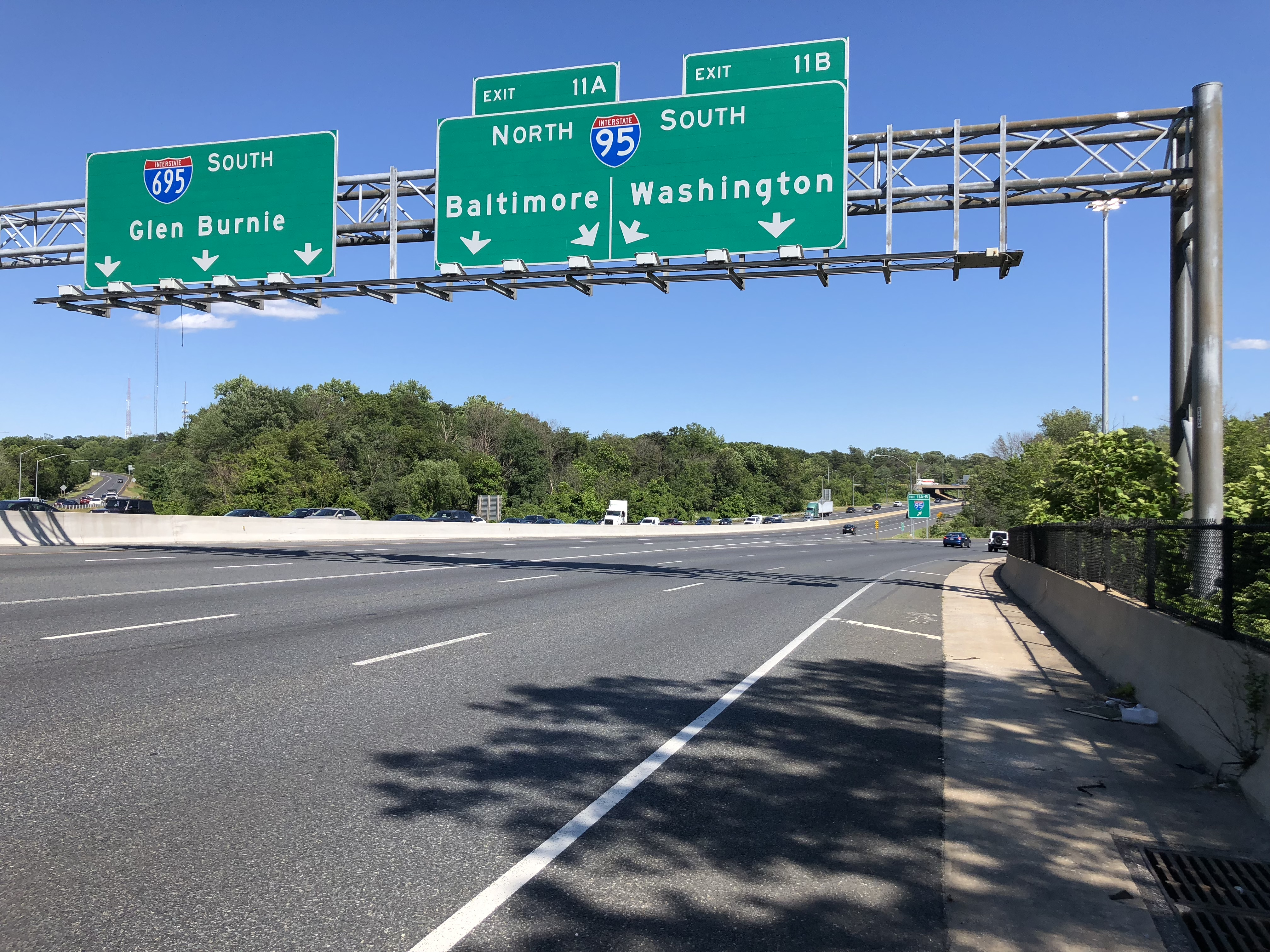
I-695 sud à la jonction avec l'I-95 à Arbutus

Après avoir croisé l'I-95, l'I-695 continue son trajet vers le nord-ouest. Elle croise la US 1 ainsi que quelques voies locales. Elle passe par les quartiers résidentiels de Catonsville et y croise d'autres voies locales. Après avoir croisé la US 40, l'I-695 bifurque vers le nord. Elle passe par d'autres zones résidentielles avant d'atteindre un échangeur avec l'I-70 à Woodlawn.

### I-70 à I-95

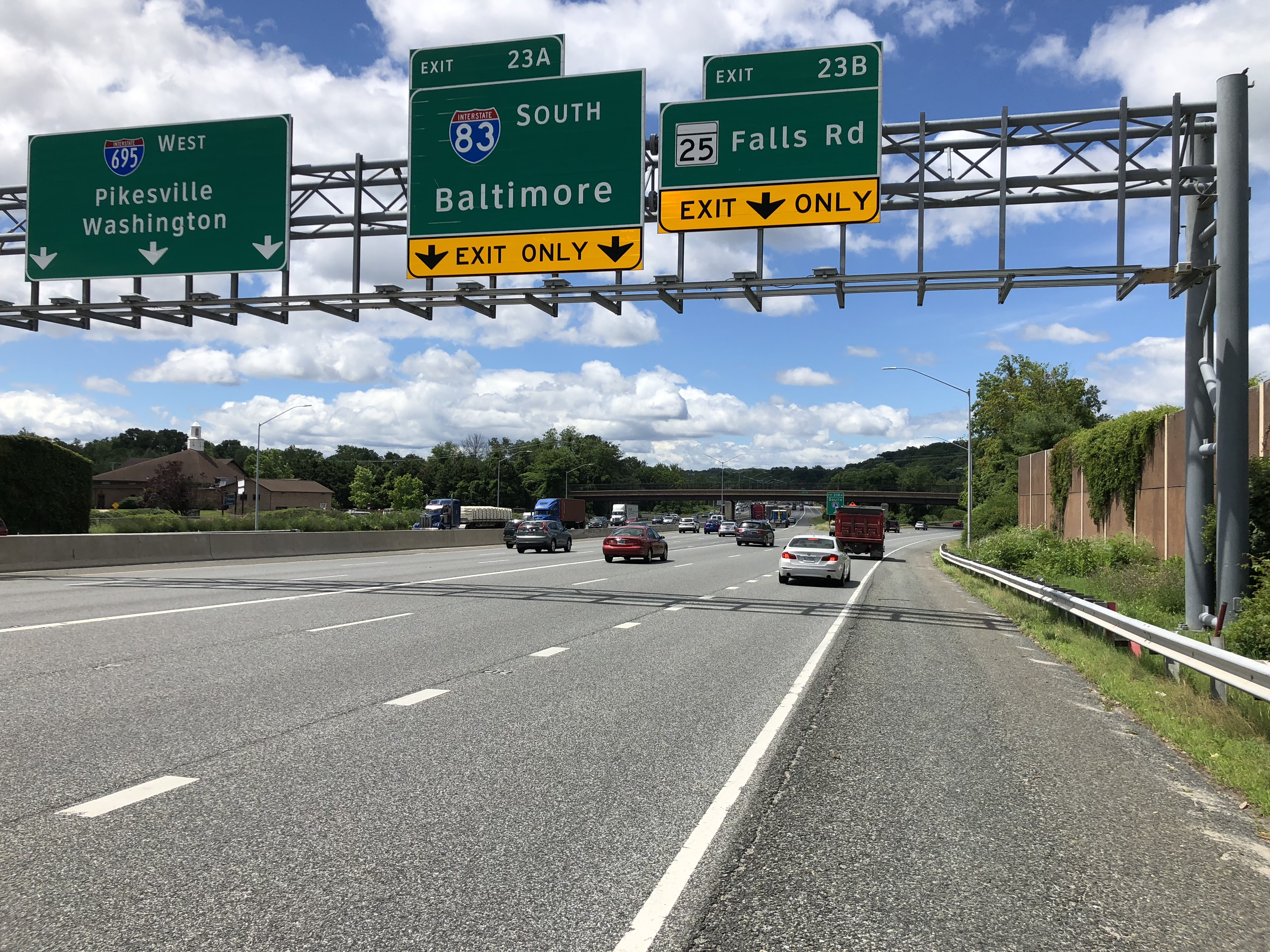
I-695 ouest à la jonction avec l'I-83

L'I-695 poursuit son trajet vers le nord et rencontre quelques voies locales. Elle atteint ensuite le terminus sud de l'I-795 près de Pikesville. C'est à cet endroit que la direction nord devient la direction est et que la direction ouest devient la direction sud.
À partir de là, l'I-695 bifurque vers le nord-est et entre à Pikesville. Elle croise quelques voies locales et atteint le segment sud de l'I-83, lequel se dirige vers le centre-ville de Baltimore. Après un très court multiplex, l'I-675 et l'I-83 se séparent lorsque cette dernière bifurque vers le nord, en direction de Harrisburg.
Après l'I-83, l'I-695 poursuit son trajet vers le sud-est. Elle croise de nombreuses routes locales à Towson et à Parkville. Dans cette dernière ville, elle croise la US 1. L'i-695 continue vers le sud-est et atteint son second échangeur avec l'I-95.

### I-95 à Curtis Creek
Après avoir croisé d'I-95, l'I-695 poursuit son trajet vers le sud. À l'échangeur avec la MD 702, l'I-695 bifurque vers le sud-ouest sur une autre chaussée. L'autoroute marque un virage serré et traverse la Back River. Elle bifurque à nouveau vers le sud-est et passe par un secteur très industriel. Elle croise quelques routes locales donnant accès, notamment, au Port de Baltimore.
L'autoroute croise l'extrémité de la MD 695 et passe par un poste de télépéage. Celui-ci est suivi du Francis Scott Key Bridge, lequel porte l'I-695 au-dessus de la rivière Patapsco.

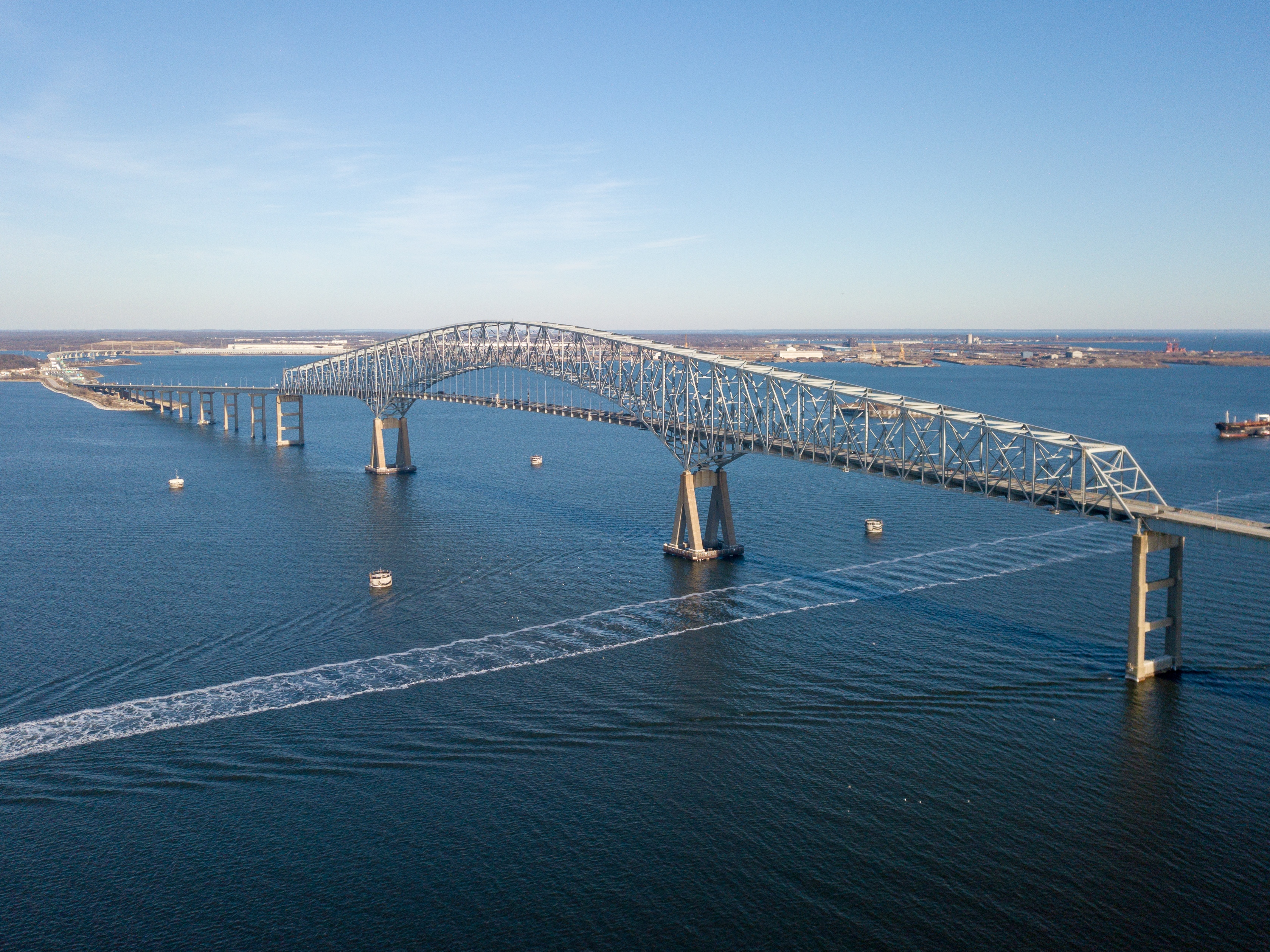
Le Pont Francis Scott Key au-dessus de la rivière Patapsco

À la différence des tunnels Fort McHenry ou Baltimore Harbor, les véhicules transportant des matières dangereuses sont autorisés. Après avoir traversé la rivière Patapsco, la route entre dans les limites de la ville de Baltimore et bifurque vers l'ouest à travers les installations industrielles de Hawkins Point. Elle croise un échangeur avec Quarantine Road au sud de Curtis Bay. C'est à cet endroit que la direction sud devient la direction ouest et que la direction est devient la direction nord. Elle y complète aussi sa boucle autour de Baltimore et de ses banlieues.

### Numérotation des sorties
À l'inverse de l'I-495 (Capital Beltway) autour de Washington DC, sur laquelle les numéros de sortie vont en augmentant en suivant le sens anti-horaire de l'autoroute, ceux de l'I-695 vont en augmentant dans le sens horaire de l'autoroute, débutant à Quarantine Road et se dirigeant vers l'ouest. De plus, les numéros de sortie sont séquentiels plutôt que basés sur la distance, ce qui est contraire aux autres autoroutes du Maryland.

## Liste des sorties
| Interstate 695                                    |                   |       |       |                                  |                                                                                                 | |
| Comté                                             | Municipalité      | mi    | km    | Sortie                           | Intersections / Destinations                                                                    | Notes |
| Curtis Creek                                      | Curtis Creek      | 0,00  | 0,00  | Pont de Curtis Creek             | Pont de Curtis Creek                                                                            | Pont de Curtis Creek |
| Anne Arundel                                      | Glen Burnie       | 0,76  | 1,22  | 2                                | MD 10 (en) sud (Arundel Expressway) – Severna Park                                              | |
| Anne Arundel                                      | Glen Burnie       | 1,67  | 2,69  | 3A                               | MD 2 (en) nord (Ritchie Highway) – Brooklyn                                                     | |
| Anne Arundel                                      | Glen Burnie       | 2,17  | 3,49  | 3B                               | MD 2 (en) sud (Ritchie Highway) – Glen Burnie                                                   | |
| Anne Arundel                                      | Ferndale          | 2,48  | 3,99  | 4                                | I-97 sud – Annapolis, Bay Bridge                                                                | |
| Anne Arundel                                      | Linthicum         | 3,24  | 5,21  | 5                                | MD 648 (en) (Baltimore-Annapolis Boulevard) – Ferndale                                          | |
| Anne Arundel                                      | Linthicum         | 3,72  | 5,99  | 6                                | MD 170 (en) (Camp Meade Road) – Linthicum, North Lithicum                                       | Sortie direction est, entrée direction ouest; indiqué sortie 6A (North Linthicum) et 6B (Linthicum)                                                 |
| Anne Arundel                                      | Linthicum         | 4,54  | 7,31  | 7                                | MD 295 (en) (Baltimore-Washington Parkway) – Baltimore, Washington                              | Indiqué sortie 7A (Baltimore) et 7B (Washington) |
| Anne Arundel                                      | Linthicum         | 4,92  | 7,92  | 8                                | MD 168 (en) (Nursery Road) / Hammonds Ferry Road                                                | |
| Baltimore                                         | Lansdowne         | 5,61  | 9,03  | 8A                               | I-895 nord (Baltimore Harbor Tunnel Thruway) – Baltimore Harbor Tunnel                          | Accès depuis I-695 sud vers I-895 nord et depuis I-895 sud vers I-695; sortie 3 de l'I-895; pas de sortie avant péage sur l'I-895                   |
| Baltimore                                         | Lansdowne         | 5,84  | 9,40  | 9                                | Hollins Ferry Road – Lansdowne                                                                  | |
| Baltimore                                         | Arbutus           | 6,53  | 10,51 | 10                               | US 1 Alt. (Washington Boulevard) / Sulphur Spring Road                                          | |
| Baltimore                                         | Arbutus           | 6,99  | 11,25 | 11                               | I-95 – Baltimore, Washington                                                                    | Indiqué sortie 11A (nord) et 11B (sud); sortie 49A-B de l'I-95                                                                                      |
| Baltimore                                         | Arbutus           | 7,76  | 12,49 | 12A                              | US 1 (Southwestern Boulevard) – Arbutus                                                         | Sortie direction sud, entrée direction nord |
| Baltimore                                         | Catonsville       | 8,72  | 14,03 | 12                               | MD 372 (en) (Wilkens Avenue)                                                                    | Indiqué sortie 12B (est) et 12C (ouest) |
| Baltimore                                         | Catonsville       | 9,96  | 16,03 | 13                               | MD 144 (en) (Frederick Road) – Catonsville                                                      | |
| Baltimore                                         | Catonsville       | 10,44 | 16,80 | 14                               | Edmondson Avenue                                                                                | |
| Baltimore                                         | Catonsville       | 11,19 | 18,01 | 15                               | US 40 (Baltimore National Pike) – Baltimore, Ellicott City                                      | Indiqué sortie 15A (est) et 15B (ouest) |
| Baltimore                                         | Woodlawn          | 12,60 | 20,28 | 16                               | I-70 – Frederick, Trafic local                                                                  | Indiqué sortie 16A (est) et 16B (ouest); sortie 91A-B de l'I-70; terminus est de l'I-70                                                             |
| Baltimore                                         | Woodlawn          | 13,06 | 21,02 | 17                               | MD 122 (en) (Security Boulevard) – Woodlawn                                                     | |
| Baltimore                                         | Lochearn          | 15,60 | 25,11 | 18                               | MD 26 (en) (Liberty Road) – Lochearn, Randallstown                                              | Indiqué sortie 18A (est) et 18B (ouest) |
| Baltimore                                         | Pikesville        | 17,40 | 28,00 | 19                               | I-795 nord (Northwest Expressway) – Owings Mills, Reisterstown                                  | Terminus sud de l'I-795 |
| Baltimore                                         | Pikesville        | 18,37 | 29,56 | 20                               | MD 140 (en) (Reisterstown Road) – Pikesville, Garrison                                          | |
| Baltimore                                         | Pikesville        | 19,11 | 30,75 | 21                               | MD 129 (en) (Park Heights Avenue) / Stevenson Road                                              | |
| Baltimore                                         | Pikesville        | 21,01 | 33,81 | 22                               | Greenspring Avenue                                                                              | |
| Baltimore                                         | Brooklandville    | 22,74 | 36,60 | 23A                              | I-83 sud (Jones Falls Expressway) – Baltimore                                                   | Terminus ouest du multiplex avec I-83 |
| Baltimore                                         | Brooklandville    | 22,74 | 36,60 | 23B                              | MD 25 (en) (Falls Road)                                                                         | |
| Baltimore                                         | Lutherville       | 24,26 | 39,04 | 24                               | I-83 nord (Harrisburg Expressway) – Timonium, York                                              | Terminus est du multiplex avec I-83 |
| Baltimore                                         | Lutherville       | 24,88 | 40,04 | 25                               | MD 139 (en) (Charles Street)                                                                    | |
| Baltimore                                         | Towson            | 25,90 | 41,68 | 26                               | MD 45 (en) (York Road) – Towson, Lutherville                                                    | Indiqué sortie 26A (sud) et 26B (nord) en direction est                                                                                             |
| Baltimore                                         | Towson            | 26,53 | 42,70 | 27                               | MD 146 (en) (Dulaney Valley Road) – Towson                                                      | Indiqué sortie 27A (sud) et 27B (nord) |
| Baltimore                                         | Towson            | 27,78 | 44,71 | 28                               | Providence Road                                                                                 | |
| Baltimore                                         | Towson            | 28,52 | 45,90 | 29A                              | Cromwell Bridge Road                                                                            | Sorties 29A et 29B combinées en direction ouest |
| Baltimore                                         | Towson            | 28,69 | 46,17 | 29B                              | MD 542 (en) sud (Loch Raven Boulevard)                                                          | Sorties 29A et 29B combinées en direction ouest |
| Baltimore                                         | Parkville         | 29,75 | 47,88 | 30                               | MD 41 (en) (Perning Parkway)                                                                    | Indiqué sortie 30A (sud) et 30B (nord) |
| Baltimore                                         | Carney            | 30,89 | 49,71 | 31                               | MD 147 (en) (Harford Road) – Parkville, Carney                                                  | Indiqué sortie 30A (Parkville) et 30B (Carney) |
| Baltimore                                         | Overlea           | 31,35 | 50,45 | 31C                              | MD 43 (en) est (White Marsh Boulevard) – White Marsh                                            | Sortie direction est, entrée direction ouest |
| Baltimore                                         | Overlea           | 32,52 | 52,34 | 32                               | US 1 (Belair Road) – Overlea, Bel Air                                                           | Indiqué sortie 32A (Overlea) et 32B (Bel Air) |
| Baltimore                                         | Rossville         | 34,07 | 54,83 | 33                               | I-95 – Baltimore, New York                                                                      | Indiqué sortie 33A (sud) et 33B (nord); sortie 64A-B de l'I-95                                                                                      |
| Baltimore                                         | Rosedale          | 35,26 | 56,75 | 34                               | MD 7 (en) (Philadelphia Road) – Rosedale                                                        | |
| Baltimore                                         | Rosedale          | 35,60 | 57,29 | 35                               | US 40 (Pulaski Highway) – Baltimore, Aberdeen                                                   | Indiqué sortie 35A (Baltimore) et 35B (Aberdeen) |
| Baltimore                                         | Essex             | 35,95 | 57,86 | 36                               | MD 702 (en) est (Southeast Boulevard) – Essex                                                   | |
| Baltimore                                         | Dundalk           | 38,73 | 62,33 | 38                               | MD 150 (en) (Eastern Boulevard) – Baltimore, Essex                                              | Indiqué sortie 38A (Baltimore) et 38B (Essex) en direction sud; pas d'accès depuis I-695 nord vers MD 150 ouest ou depuis MD 150 est vers I-695 sud |
| Baltimore                                         | Dundalk           | 39,09 | 62,91 | 39                               | MD 157 (en) sud (Merritt Boulevard) – Dundalk                                                   | Sortie direction sud, entrée direction nord |
| Baltimore                                         | Dundalk           | 39,35 | 63,33 | 40                               | MD 151 (en) nord (North Point Boulevard) vers MD 150 (en) ouest (Eastern Boulevard) – Baltimore | Sortie direction nord, entrée direction sud |
| Baltimore                                         | Dundalk           | 40,05 | 64,45 | 40                               | MD 151 (en) sud (North Point Boulevard) – Sparrows Point                                        | Sortie direction sud, entrée direction nord |
| Baltimore                                         | Dundalk           | 41,08 | 66,11 | 41                               | Cove Road vers MD 151 (en) – Dundalk                                                            | |
| Baltimore                                         | Dundalk           | 43,56 | 70,10 | 42                               | MD 151 (en) (North Point Boulevard) – Sparrows Point                                            | Sortie direction sud, entrée direction nord |
| Baltimore                                         | Dundalk           | 44,74 | 72,00 | 43                               | MD 157 (en) (Peninsula Expressway) / MD 158 (en) (Bethlehem Boulevard)                          | Dernière sortie gratuite en direction sud |
| Baltimore                                         | Dundalk           | 46,51 | 74,85 | 44                               | Broening Highway                                                                                | Sortie direction nord, entrée direction sud |
| Baltimore                                         | Dundalk           | 46,92 | 75,51 | Poste de télépéage de Key Bridge | Poste de télépéage de Key Bridge                                                                | Poste de télépéage de Key Bridge |
| Baltimore                                         | Dundalk           | 47,36 | 76,22 |                                  | I-695 nord – Dundalk Marine Terminal, Seagirt Marine Terminal                                   | Voie de demi-tour |
| Rivière Patapsco                                  | Rivière Patapsco  | 48,23 | 77,62 | Key Bridge                       | Key Bridge                                                                                      | Key Bridge |
| City de Baltimore                                 | City de Baltimore | 50,13 | 80,68 | 1                                | MD 173 (en) (Hawkins Point Road) / vers Pennington Avenue / vers Fort Smallwood Road            | Dernière sortie gratuite avant le péage |
| - Terminus de multiplex - Péage - Accès incomplet |                   |       |       |                                  |                                                                                                 | |